# Bordstein

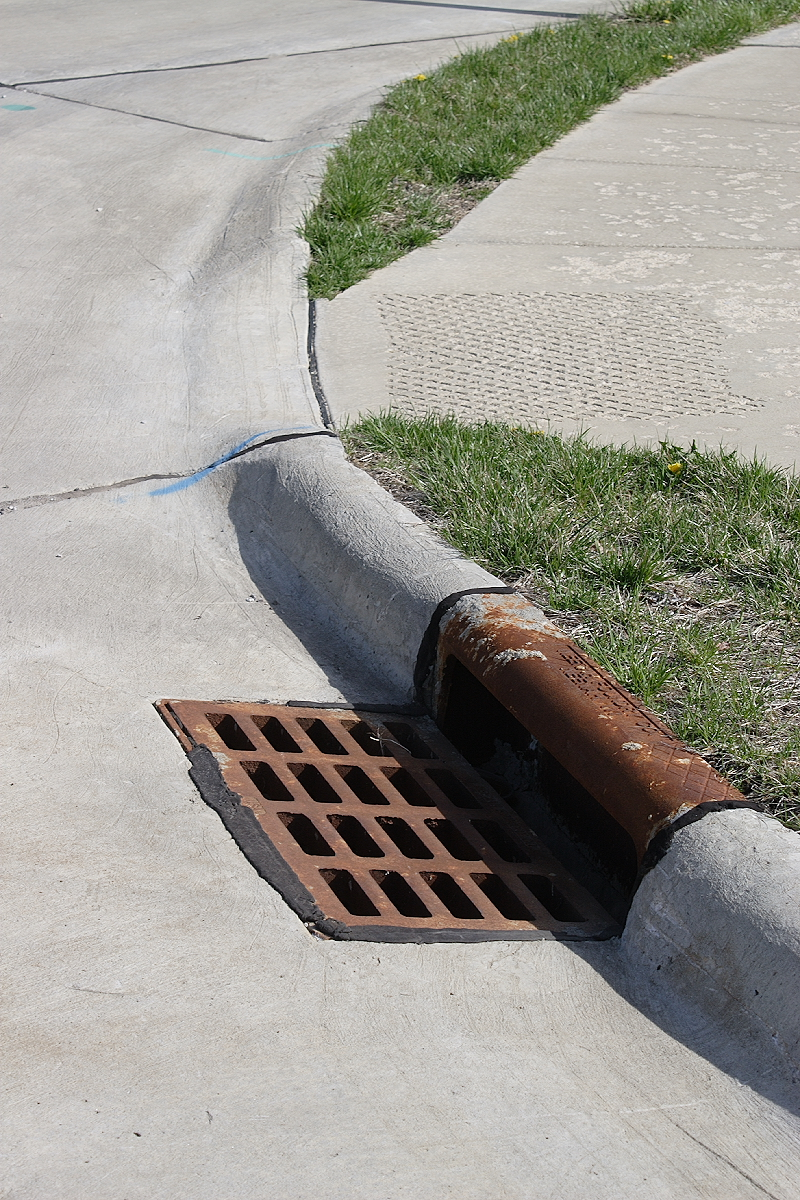
Mittels Schalung vor Ort hergestellter Bordstein (USA)

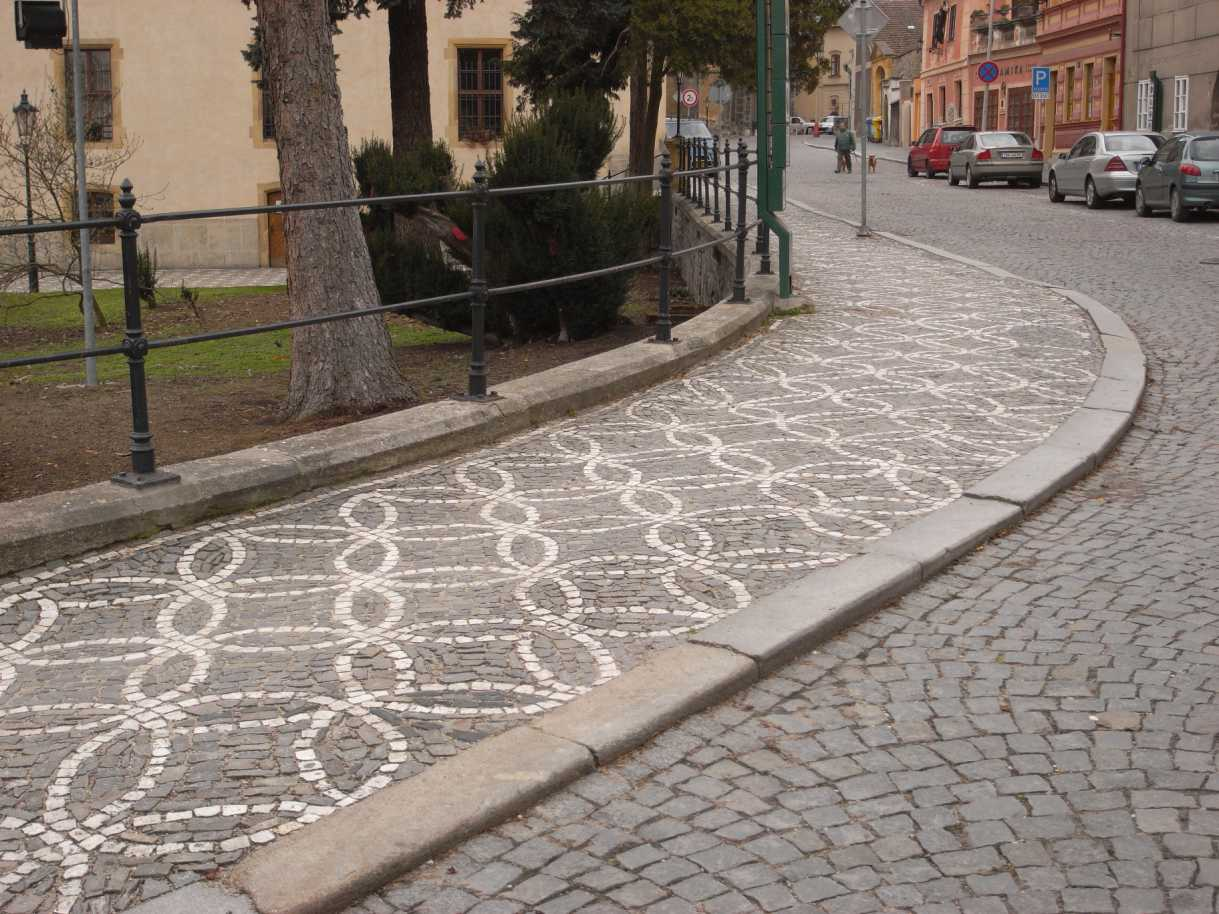
Alte Pflasterung mit Bordsteinen aus Granit in Kutná Hora, Tschechien

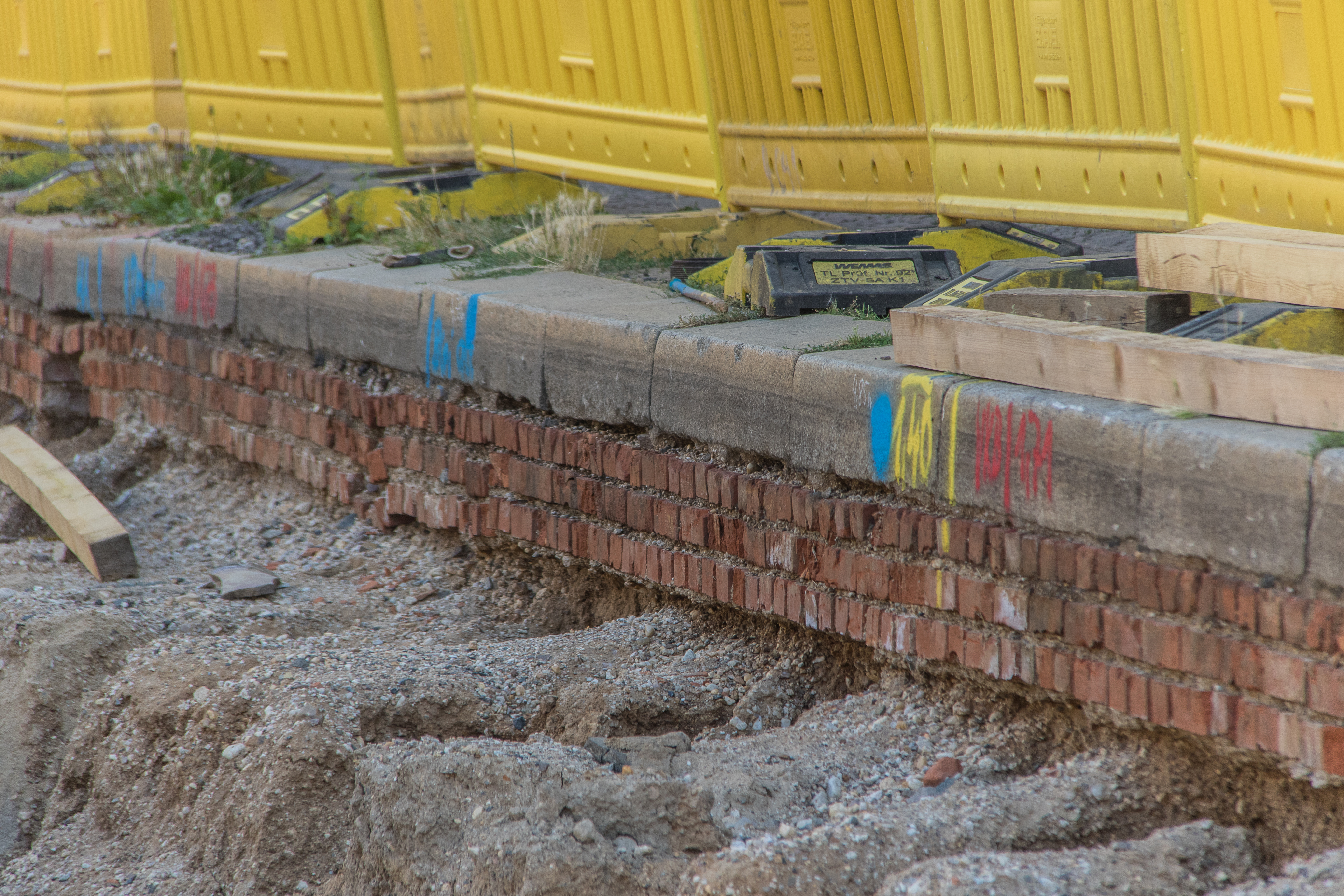
Berliner Bord aus Granit mit Fundament aus Klinkern (freiliegend in einer Baustelle)

Ein Bordstein, auch Bordsteinkante, Bordkante, süddeutsch, österreichisch, schweizerisch Randstein, norddeutsch auch Kantstein, oder ostdeutsch auch Kantenstein genannt, ist ein Bauteil für den Straßen- und Wegebau. Er dient zur Abgrenzung verschiedener Bereiche der Straße voneinander und zur Befestigung des Fahrbahn- oder Wegrandes. Die Bordhöhe ist unterschiedlich angelegt und liegt normalerweise im Bereich von 3–18 cm, im Fall des Hochbords bei 10–15 cm. Um das Überqueren für Radfahrer, Rollstuhlfahrer und Autos zu erleichtern, wird der Bordstein im Bereich von Kreuzungen, Querungen und Grundstückszufahrten abgesenkt.
In Deutschland wird zwischen verschiedenen Arten von Bordsteinen unterschieden, zum einen nach dem Material, aus dem sie hergestellt sind, und zum anderen nach der Form und Funktion des Bordsteins.

## Material
In der Regel werden Bordsteine aus Beton gemäß DIN EN 1340 (früher: DIN 483) oder Naturstein hergestellt, wobei Naturstein (häufig Granit) wesentlich teurer ist als Betonsteine. Mittlerweile lassen sich auch öfter Bordsteine aus Kunststoff finden.
Die Bordsteine werden neben ihrem Material auch nach ihrer Form eingeteilt, also ihrem Verwendungszweck. Eine Sonderstellung hat der sogenannte Asphaltbord. Er besteht aus hohlraumarmem Asphaltmischgut mit hartem Bindemittel und wird im Zuge der Herstellung einer Straße eingebaut. Er setzt sich nicht aus einzelnen Steinen zusammen, sondern ist Bestandteil der Fahrbahn.

## Bordsteinarten und ihre Verwendung

Bordstein

### Hochbordstein
Ein Hochbordstein ist ein zwischen 15 und 18 cm breiter und 25 bis 30 cm hoher Bordstein, der die Fahrbahn als die vom motorisierten Verkehr befahrene Fläche von den Bereichen für Fußgänger abgrenzt. Er dient dazu, die Fußgänger vor dem Verkehr zu schützen. Zu diesem Zweck wird er in Deutschland und seinen Nachbarländern meist so eingebaut, dass zwischen Fahrbahn und Gehweg ein Höhenunterschied von 10 bis 15 cm vorhanden ist. Damit der Reifen beim Fahren gegen den Bordstein oder beim Parken auf dem Gehweg nicht beschädigt wird, ist der Hochbordstein im Bereich der oberen Hälfte geschrägt; in Österreich wird zumindest seine Kante gebrochen.

### Rundbordstein
Ein Rundbordstein ist ebenfalls zwischen 15 und 18 cm breit, aber meist nur 18 bis 22 cm hoch. Er dient zur Absenkung von Fußgängerüberwegen und Grundstückszufahrten im Verlaufe eines Hochbordsteins. Da er an Grundstückszufahrten überfahrbar ist und er immer noch einen Höhenunterschied an seiner Vorderkante aufweist, ist er an der der Fahrbahn zugewandten Seite abgerundet.
An Fußgängerüberwegen in Deutschland wird der Rundbordstein meist mit 3 cm Höhenunterschied eingebaut. Dies soll bewirken, dass Rollstuhlfahrer ihn noch überfahren und Sehbehinderte ihn noch ertasten können.

### Flachbordstein

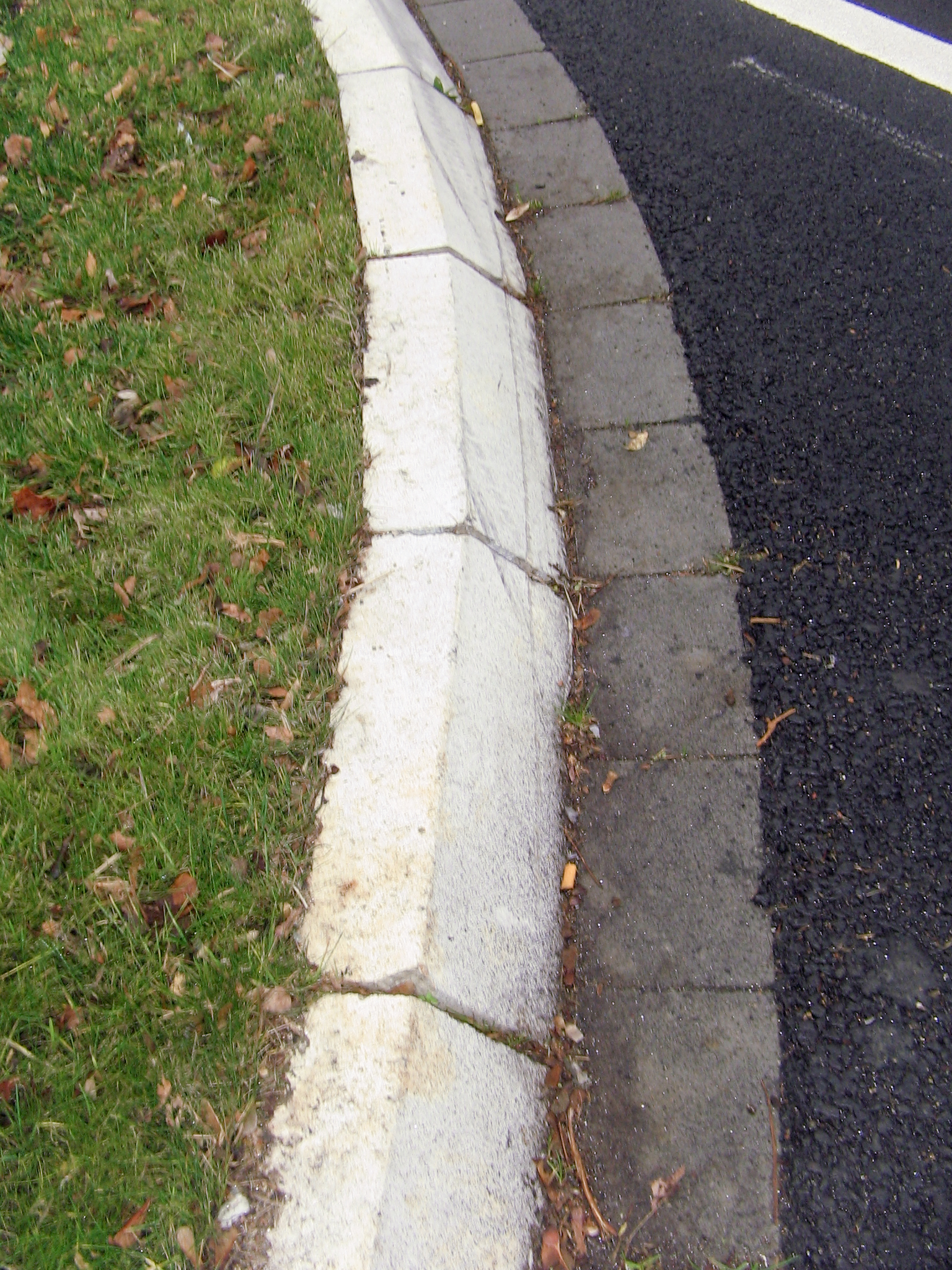
Bordstein FB 20 × 25

Ein Flachbordstein ist ein Bordstein, der zwischen 10 und 30 cm breit und 20 bis 25 cm hoch ist. Er wird oft an Verkehrsinseln und Kreisverkehren eingebaut und ist stark abgeschrägt, um Beschädigungen an Bord und Reifen zu vermeiden.
- FB 10 × 20: 20 cm × 10 cm (Höhe × Breite) mit 5 cm Ansicht (alte Bezeichnung: F5)
- FB 20 × 20: 20 cm × 20 cm mit 7 cm Ansicht (alte Bezeichnung: F7)
- FB 20 × 25: 25 cm × 20 cm mit 10 cm Ansicht (alte Bezeichnung: F10)
- FB 30 × 25: 25 cm × 30 cm mit 15 cm Ansicht (alte Bezeichnung: F15)

### Tiefbordstein
Der Tiefbordstein ist zwischen 5 und 10 cm breit und zwischen 15 und 50 cm hoch. Er dient zur Abgrenzung zwischen Gehwegen und privaten Grundstücken oder als Wegbegrenzung in Gärten, Parks oder Sportplätzen. Die mitunter hierfür benutzten Bezeichnungen Rasenbordstein, Rasenkantenstein oder Rabattenstein sind nicht korrekt. Die kleinste Variante von unter 6 cm Breite wird regional als Schlängel bezeichnet.

### Buskapstein

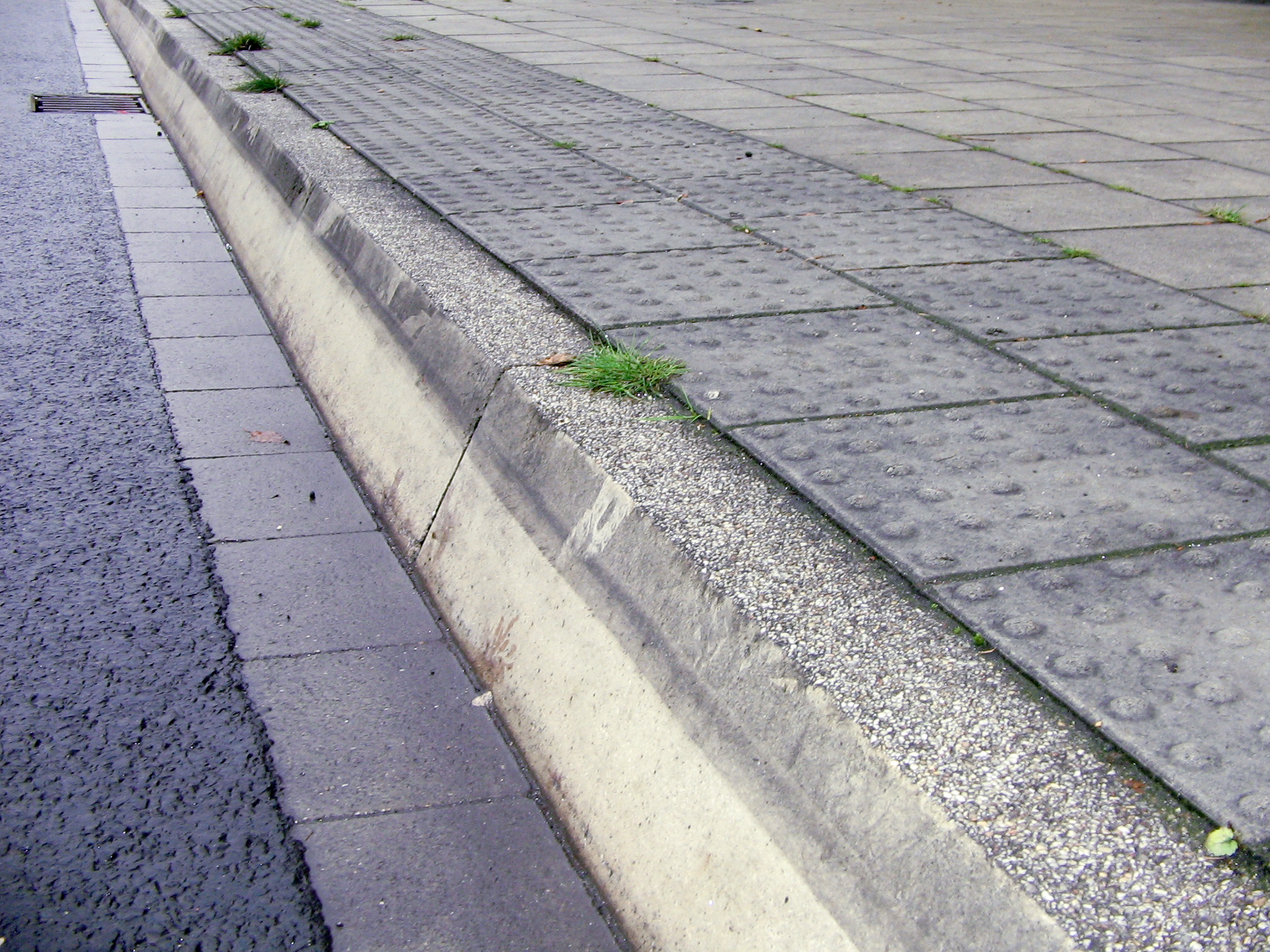
Buskapstein

Der Buskapstein (von Buskap) ist ein Spezialbordstein, der den Niveauunterschied zwischen Haltestelle und Buseinstieg verringern soll. Als eine Variante des „Hochbordsteins“ soll er das barrierefreie Ein- und Aussteigen der Bus- und Straßenbahnfahrgäste ermöglichen. Er weist einen Höhenunterschied von 16–24 cm zwischen Fahrbahn und Gehweg auf. Durch einen zur Fahrbahn gerichteten glatten Anlauf (Kletterschutz) soll verhindert werden, dass der ankommende Bus bei Berührung des Bordsteins auf den Gehweg gerät. Nebenbei wird durch die glatte Flanke auch der Abrieb der Reifenflanken reduziert. Bei der Ausführung in Naturstein wird die Flanke geschliffen. Aufgrund des Höhenunterschiedes wird er auch oft an Stellen eingesetzt, an denen Parken auf dem Gehweg verhindert werden soll.

### Übergangstein
Zum Anschluss verschiedener Arten von Bordsteinen gibt es Übergangsteine. Sie überbrücken den Form- und Höhenversatz zwischen unterschiedlichen Bordsteinarten, z. B. zwischen Hochbordstein und Rundbordstein oder zwischen Buskapstein und Hochbordstein. Regional werden Übergangsteine auch als „Flügelsteine“, „Absenker“ oder „Hänger“ bezeichnet.

### Sonderformen
Für spezielle Anwendungsfälle (z. B. geringe Längsneigung der Straße) gibt es Schlitz- oder Kastenrinnen mit angeformten Bordsteinen. Diese erfüllen dann sowohl die Funktion der Straßenentwässerung als auch die des Bordsteins.
Des Weiteren gibt es Rollborde (z. B. Kasseler Rollbord) für Querungsstellen von Radfahrern, Kinderwägen, Rollatoren, Rollstühlen etc., die mit ihrer Breite von 25 bis 30 cm einen Höhenunterschied von 3 cm überbrücken. Damit Sehbehinderte die Fahrbahnbegrenzung wahrnehmen können, sind die Steine weiß und mit einer tastbaren Struktur versehen.

## Einbau der Bordsteine
Der Bordstein wird beim Einbau in ein Betonbett gesetzt, um dauerhaft einen sicheren Stand und eine gleichmäßige Höhe zu erreichen. Bordsteine hoher Stabilität erhalten eine Rückenstütze aus Beton, die ein Umstürzen oder Wegbrechen des Steins beim Überfahren verhindern soll. Ähnliche Bauweisen sind auch anderwärts in Gebrauch, z. B. auf Friedhöfen, oder den sog. Prellsteinen (Radabweiser) zum Schutz des Mauerwerks von Hauseinfahrten.
In einigen anderen Ländern (z. B. in Nordamerika) werden, statt der in Europa üblichen Formsteine, die Bordsteine vor Ort von Hand oder mit Hilfe von Gleitschalungen hergestellt.
Für enge Bögen sind spezielle Radiensteine bzw. Bogensteine lieferbar. Größere Radien werden aus ganzen (1 Meter Länge), halben oder viertel geraden Steinen hergestellt. Bei den Radiensteinen wird zwischen Innen- und Außenbögen unterschieden.

## Prüfung der Bordsteine
Die Prüfung der Bordsteine erfolgt in der Regel durch (servo-)hydraulische, geregelte Prüfmaschinen. Der Kraftmessbereich sollte mindestens bei 150 kN und die Regelgenauigkeit bei 1 % bis hinunter zu 1 % des Gesamtmessbereichs reichen. Oft wird ein zweiter Prüfrahmen an den bereits vorhandenen Druckprüfmaschinen benötigt, deren Maximallast bei 2000 bzw. 3000 kN oder höher liegt. Bei Neuanschaffungen von Prüfmaschinen sollte immer der Anschluss eines 2. Prüfrahmens vorgesehen werden, um auf zukünftige Prüfaufgaben vorbereitet zu sein. Spezielle Vorrichtungen werden von den einzelnen Herstellern angeboten.

## Der abgesenkte Bordstein im deutschen Verkehrsrecht
Die deutsche Straßenverkehrsordnung sieht besondere Regeln zum Verhalten an einem abgesenkten Bordstein vor. Diese betreffen die Vorfahrtsregelungen sowie Vorgaben zum Parken.

### Vorfahrt am abgesenkten Bordstein
Wenn ein Fahrzeug über einen abgesenkten Bordstein fahren muss, um auf die Fahrbahn zu gelangen, so muss dabei laut § 10 StVO gewährleistet sein, dass keine anderen Verkehrsteilnehmer gefährdet werden. Andere Verkehrsteilnehmer haben Vorrang. Ihnen muss also Vorfahrt gewährt werden. Des Weiteren muss beim Abbiegen geblinkt werden.

### Parken vor einem abgesenkten Bordstein
Das Parken vor Bordsteinabsenkungen ist laut § 12 Abs. 3 Nr. 5 StVO verboten. Das Halten ist jedoch erlaubt, sofern der Fahrer jederzeit wegfahren kann.